# Enrique Lozano Villena
Enrique Lozano (Málaga, 7 de febrero de 1940 - 3 de enero de 2017) fue un cantante, guitarrista y compositor español. Fue líder del grupo Los Íberos, que alcanzó gran fama a finales de los años 60 en España.

## Biografía

### Infancia
Nació en la barriada El Perchel de Málaga. Tuvo una infancia difícil, fruto de la postguerra. Su padre era del bando republicano y debió exiliarse en Francia en el mismo año en que nació Enrique. Al fallecer su abuelo materno en la niñez, recayó sobre Enrique gran responsabilidad familiar.
Emigró a Francia en 1955, con 15 años, con la intención de aprender francés. Allí comenzó a trabajar en una fábrica y al volver a España consiguió trabajo como barman en una sala de fiestas de Torremolinos.

### Comienzo de su carrera musical
Saber francés permitió a Enrique conseguir trabajo en la sala de fiestas El Mañana de Torremolinos. Allí tuvo contacto con una extensa discografía, puesto que los dueños del local eran estadounidenses, y con renombrados artistas extranjeros que venían a la costa malagueña, y que le permitían tocar sus instrumentos.
Empezó a ilusionarse con aprender a tocar la guitarra eléctrica, por lo que su jefe le trajo su primera guitarra eléctrica desde Estados Unidos, una Gibson Melody Maker. Sería la primera guitarra eléctrica que tuvo entrada en Málaga.

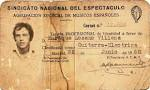

Sirviéndose de los músicos de las distintas orquestas que pasaban por el local para resolver sus dudas musicales, aprendió a tocar de forma autodidacta.
Formó una orquesta junto a un grupo de amigos sobre los años 1960-1961, debutando en El Mañana. Posteriormente fueron contratados en un lugar emblemático de Málaga, El Pimpi. Abandonó definitivamente la hostelería para decantarse por la música. Tras diversos avatares y cambios en la formación original, mientras se encontraban tocando en el Hotel Carihuela de Torremolinos fueron contratados para ir a Londres.
Lo que en un principio serían un par de meses, finalmente fueron años en los que conocieron la vanguardia europea. Tocaron en Whisky a Go-Go del Soho, en Alemania y por toda Europa. Descontento con la marcha que llevaban en el grupo, volvió a Málaga con la intención de formar otro buscando nuevos componentes.

### Formación definitiva Los Íberos
A mediados de los sesenta formó el grupo de rock Los Íberos, junto a Diego Cascado, Cristo de Haro y Adolfo Rodríguez, la denominada formación clásica Los Iberos, quienes abandonaron sus respectivas bandas musicales para unirse al proyecto de Enrique. Fueron contratados para actuar semanalmente en un programa de televisión, Escala en Hi-fi, para presentar los éxitos del momento ingleses y estadounidenses, lo que les otorgó en España gran popularidad. Empezaron a recibir ofertas de discográficas españolas para grabar, descartándolas por el deseo de conseguir grabar en Londres.

### Accidente de tráfico
En el verano de 1967 la banda tuvo un grave accidente de tráfico, tras una actuación en un festival de Segovia en el que acompañaban a la artista Massiel. El chófer murió, los demás sufrieron heridas más o menos graves, siendo de los componentes de Los Iberos Enrique Lozano quien resultó peor parado, perdiendo todas sus piezas dentales tras un golpe en la mandíbula con la barra de hierro del vehículo que le separaba del conductor. 

### Grabación LP completo en Decca y Chappel Studios
Tras unos meses de paro forzoso, hasta recuperarse, en un concierto en que fueron teloneros de Los Bravos, obtuvieron gran éxito, por lo que Columbia les ofreció grabar el deseado álbum completo en Londres.
Cuatro de las canciones las compuso Enrique Lozano: Las tres de la noche, Corto y ancho, Amar en silencio, y Te alcanzaré. Hicieron dos viajes para realizar la grabación del álbum. En el primero se grabaron seis temas en los Chappell Studios en New Bond Street, de manos del arreglista Mike Vickers. En el segundo viaje grabaron las otras seis en los estudios Decca Records, con Ivor Raymonde. Allí coincidieron con Julio Iglesias, quien estaba grabando "La vida sigue igual". 

### Abandono de la banda
Enrique sufría secuelas físicas y psíquicas tras el accidente de tráfico, teniendo que ser ingresado en el hospital psiquiátrico de Málaga en 1969. Sus secuelas se vieron agravadas tras la llamada a la milicia de sus compañeros originales de la banda musical. El batería Diego, tuvo que ser sustituido por el amigo de la orquesta de Enrique, Pepe Castillo, y el bajo Cristóbal, por Quique Santana, lo que desestabilizó la banda musical. 
La esposa de Enrique Lozano se marchó con su hija en común a Estados Unidos, país de origen de la misma. La familia de Enrique, que residía en Francia, vino a Málaga a buscar a Enrique y lo llevaron consigo a Francia, donde fue ingresado en un centro psiquiátrico en Etampes.

### Segunda etapa musical

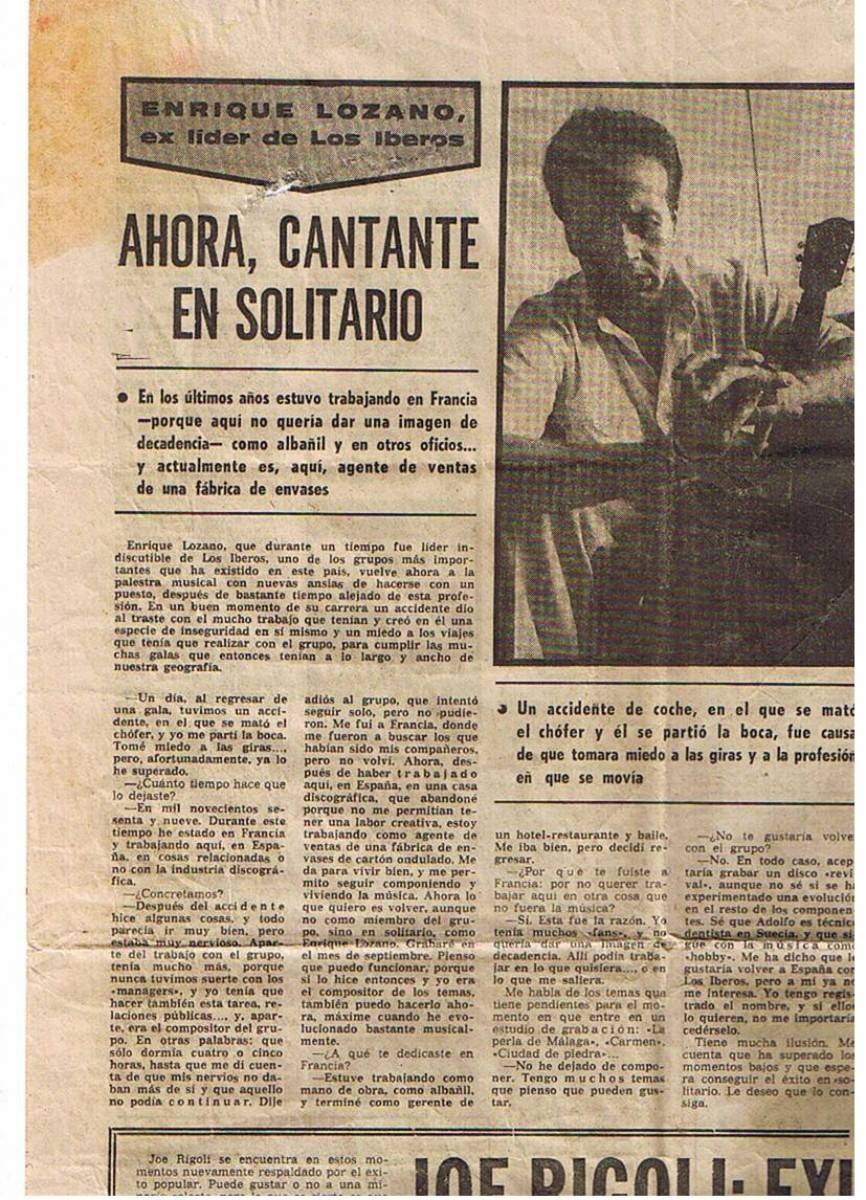

Tras su internamiento en Francia, Enrique Trabajó en distintos sectores. Cuando se sintió  algo más recuperado de salud, vuelve a Madrid, donde comienza a trabajar como director artístico de la discográfica Gramusic.
Durante esta etapa, compuso gran parte de sus obras musicales. También fue en esta etapa cuando Enrique tuvo a su segundo hijo, Francisco.

### Retorno a ciudad natal
Cuando Enrique comenzaba a sentirse recuperado de sus secuelas, recibe la noticia desde EE. UU. de que su hija ha fallecido en un accidente de tráfico. 
Tras una nueva recaída en su depresión, Enrique abandona Madrid y da por finalizado su contacto con el mundo musical.  Vuelve a Málaga donde se establece definitivamente, rehaciendo tiempo más tarde su vida con Carmen Donate, con la que se unió y tuvo dos hijos.

### Homenaje
En 2011 el artista Javier Ojeda (del grupo Danza Invisible) organiza un homenaje al grupo Los Íberos en el teatro Cervantes de Málaga.

### Publicación de biografía
A partir de 2011 Carmen Donate, con avanzada enfermedad, autoedita la biografía de Enrique Lozano en dos tomos: A la búsqueda de una identidad (biografía del músico desde su infancia hasta el abandono de la banda musical) y El azul ya no es azul (desde el abandono de la banda Los Iberos a su retorno a Málaga).

### Fallecimiento
Enrique Lozano fallece el 3 de enero de 2017, un año más tarde que su mujer Carmen Donate, fallecida el 21 de noviembre de 2015.

### Reclamación de derechos de autor contra Sony Music y SGAE
Desde 2017 los herederos de E. Lozano,  han iniciado una reclamación contra Sony Music y SGAE por la explotación ilícita de la obra "Todas las noches quiero", incluida en los álbum de Yolandita Monge "Laberinto de Amor" (1987) y "Brillantes vol.2", los cuales tuvieron amplia difusión en Estados Unidos y América Latina, y que se explotó sin autorización del Enrique y sin abonarle derechos de autor.
En 2018 D. José Miguel Fernández Sastrón inició una auditoría en SGAE para conocer la situación contractual de las obras de pequeño derecho y audiovisuales explotadas desde 1987, que conforme a noticia de El Confidencial puso de manifiesto graves errores en la identificación de las obras y en las liquidaciones en favor de las multinacionales.  

### Hitos
- Primera guitarra eléctrica en Málaga.
- Líder del grupo musical Los Íberos.
- Los Iberos fueron el primer grupo español en grabar LP completo en Londres.

## Discografía
- LP Los Iberos (Columbia)
- Laberinto de Amor, Yolandita Monge (CBS)
- Brillantes VOL. 2, Yolandita Monge (SONY LATIN)
- A través del tiempo (autoeditado)